# 使用-提及區別
使用-提及區別是分析哲學中的一个基础概念，根据这个概念，有必要对人們使用一个词（或短语）和提及這個詞的情況进行区分。
使用和提及之间的区别可以用奶酪这个词来说明： 
- 用途：奶酪来源于牛奶。
- 提及：奶酪的英文Cheese源自古英语单词ċēse 。